# Géréon et Jasmin

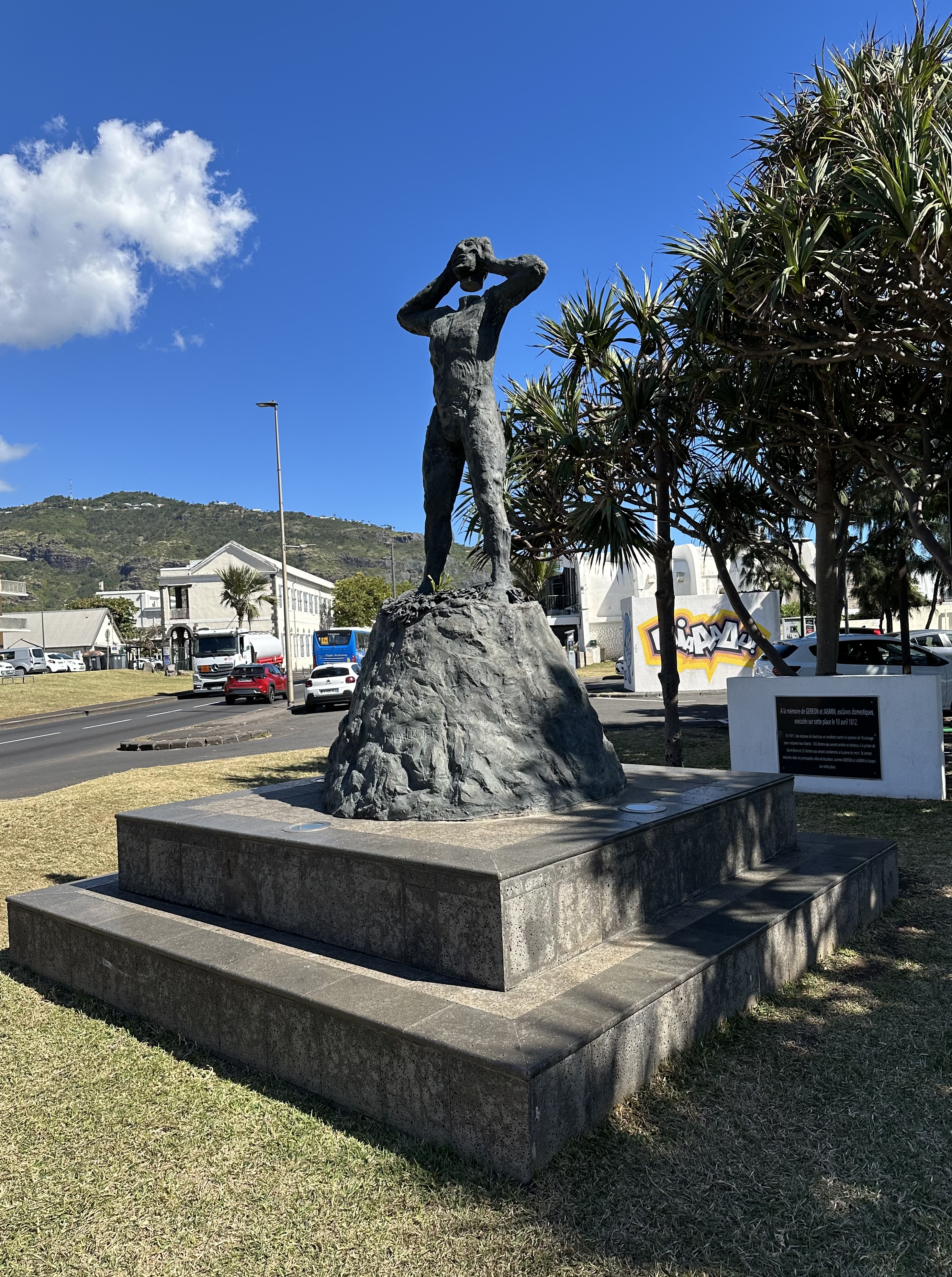
Denkmal Géréon et Jasmin, 2024

Géréon et Jasmin (deutsch Gereon und Jasmin) ist ein Denkmal in Saint-Denis auf der französischen Insel Réunion, das an den Sklavenaufstand von 1811 erinnert.

## Lage
Das Denkmal befindet sich nördlich der Altstadt von Saint-Denis unweit der Küste des Indischen Ozeans am Barachois (Küstenlagune), nahe der Rue de la Gare Routière.

## Geschichte
Das Denkmal erinnert den gescheiterten Sklavenaufstand von Saint-Leu in Saint-Leu vom 5.–11. November 1811. Zu dieser Zeit lebten ungefähr 50.000 Sklaven auf der Insel, davon 5.000 in der Umgebung von Saint-Leu. Sie wurden jedoch durch einen Freigelassenen verraten. Am 7. November 1811 drangen die Sklaven in Saint-Lieu ein, nur mit hölzernen Speeren bewaffnet, und versuchten, in der Stadt weitere Waffen zu finden. Die besser bewaffneten weißen Bewohner legten mit Hilfe ihrer Haussklaven einen Hinterhalt und töteten 20 Sklaven. Die britische Kolonialmacht griff nicht ein. 145 Sklaven wurden schließlich festgenommen und im Gefängnis von Saint-Denis inhaftiert. 25 wurden von der britischen Kolonialmacht zum Tode verurteilt, darunter auch Géréon und Jasmin. Sie wurden am 10. April 1812 an dieser Stelle an dem Barachois enthauptet.
Die  Stadt Saint-Denis gab das Denkmal zur Erinnerung und Ehrung der für ihre Freiheit kämpfenden Sklaven und ihre Bedeutung für die Geschichte Réunions in Auftrag. Das Denkmal wurde 2013 geschaffen.

## Gestaltung
Die auf einem großen zweistufigen Podest aufgestellte Bronzeskulptur wurde im Jahr 2013 von Henri Maillot geschaffen. Die Skulptur stellt einen Sklaven dar, der seinen abgetrennten Kopf wie eine Trophäe über seinen Rumpf hält. Diese Geste soll zeigen, dass sein Kampf und seine Qual nicht umsonst war. Die Statue steht mit beiden Beinen fest auf einem kegelförmigen Sockel. Er soll an die Berge der Insel erinnern, in denen geflohene Sklaven Unterschlupf fanden. Zu seinen Füßen sind bronzene Rosen niedergelegt. Dort befinden sich auch zwei Geckos. Sie sollen die Verbindung zur Natur und Unschuld symbolisieren.
Die Skulptur wirkt roh, erinnert so an einen Entwurf und soll eine in Bewegung befindliche Materie, ähnlich wie Lava, andeuten. Hinter dem Denkmal befindet sich eine Tafel, auf der in Französisch der geschichtliche Hintergrund des Denkmals erläutert wird.